# Akusmata
Akusmata (græsk: ἀκούσματα akúsmata dansk: ~ rygter) er et begreb fra den græske antikke filosofi. Det er nævnt i mundtlige traditioner, der blev tilskrevet filosoffen Pythagoras. Det kaldes i ældre kilder Symbola. Udtrykket Akusmata i Pythagoras betydning rygter er tidligst kendt fra senantikken, men kan stamme tilbage fra Aristoteles.  

## Etymologi
Akusmata: gr. a´kuein – høre. lat.akusmata – det hørte.
Første rod i ordet har forbindelse til akustik. Ordets anden rod er gr. metron, at måle, måling, og i media, det at kunne føre det afkodede ud i en begrebsverden.

## Begrebets oprindelse og betydning
Den libyske nyplatoniske filosof og skribent Iamblichus (ca. 245-325) har i bogen – De Vita Pythagorica Liber, som den første beskrevet begrebet akusmatikoi, en art mystisk ’matematisk’ åndelig livsførelse hos pythagoræerne, en lære, som er gemt i hemmelige symbolske sentenser, som er svær tilgængelig. Bogen var til stede i fyrst Federico da Montefeltros (1444-1482) omfattende bibliotek på dennes slot i Urbino i Italien. Matematikeren, perspektivikeren og kunstneren Piero della Francesca (1416-1492) opdagede i bogen akusmata.
Disse to påstår at de antikke forfattere indkodede deres beskrivelse af viden om geometriske konstruktioner i fascinerende og spektakulære beretninger, så det således blev bevaret og indkapslet i skinteksten. De mener at Platon bruger akusmata i sit forfatterskab og fuldender traditionen startet af tidligere filosoffer, så som Pythagoras, Parmenides og Zenon.
Federico da Montefeltro og Piero della Francesca omsætter i et fælles projekt – den transcendente geometri – som de mener at afkode fra Platons dialog Timaios og Det Ny Testamente. De gestalter det og inkorporeres det i billedet – Flagellazione (1470). Matematikeleven af Piero della Francesca, munken Luca Pacioli (1450-1520), var ven med Leonardo da Vinci, og han har videregivet begrebet "akusmata", som Leonardo da Vinci (1453-1517) også omsætter i sin kunst.